# Riu Rauma
El Rauma és un riu que transcorre a través de la vall de Romsdal, una vall dels comtats noruecs de Møre og Romsdal i Oppland. La seva llargada és de 68 quilòmetres des del llac Lesjaskogsvatnet (un llac del municipi de Lesja), fins a la ciutat d'Åndalsnes al municipi de Rauma. El riu arribà a ser famós per la seva pesca del salmó, però aquesta fama s'acabà per una greu infecció provocada pel paràsit Gyrodactylus salaris, que feu que tan sols sobrevisqués un 10% de la població original. El riu també destaca per les cascades Slettafoss, que ocupen 42 quilòmetres de la longitud total del riu.
El riu Rauma i la seva vall són considerats uns dels més bells de Noruega. El riu transcorre entre extensos boscos de coníferes i està envoltat per muntanyes de 1.500 a 1.800 metres sobre el nivell del mar. El Parc Nacional de Reinheimen i el penya-segat Trollveggen estan ubicats al llarg de les costes del sud-oest del riu a través del municipi de Rauma. Els Alps de Romsdal també envolten el riu, i les seves principals muntanyes són l'Store Trolltind, l'Store Venjetinden, el Trollryggen, i el Romsdalshornet. La línia de ferrocarril de Rauma segueix el riu a través de la vall en el seu camí cap al nord d'Åndalsnes. El ferrocarril creua el riu al pont de Kylling al poble de Verma.
El Rauma va ser classificat com a curs d'aigua protegit el 1992, i l'únic afluent principal afectat per l'energia hidroelèctrica és el riu Verma amb els més de 300 metres de cascades. Els afluents principals són l'Ulvåa i l'Istra. L'Istra s'executa a través de la vall d'Istra, ben conegut per la carretera de Trollstigen a la part superior.
El significat del nom de Rauma és desconegut (probablement és molt antic).

## Galeria

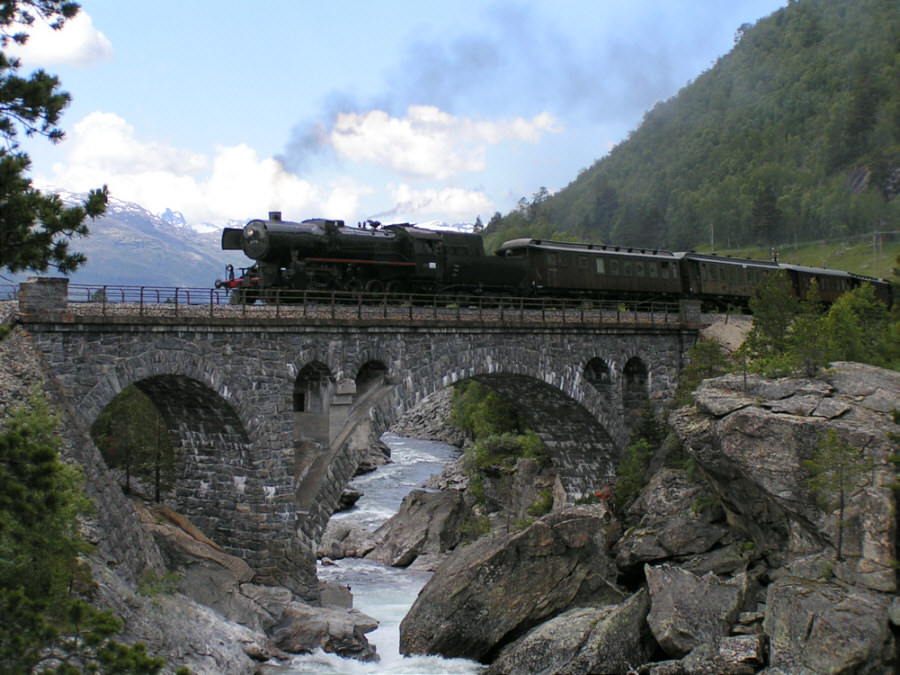
El pont de Stuguflåt
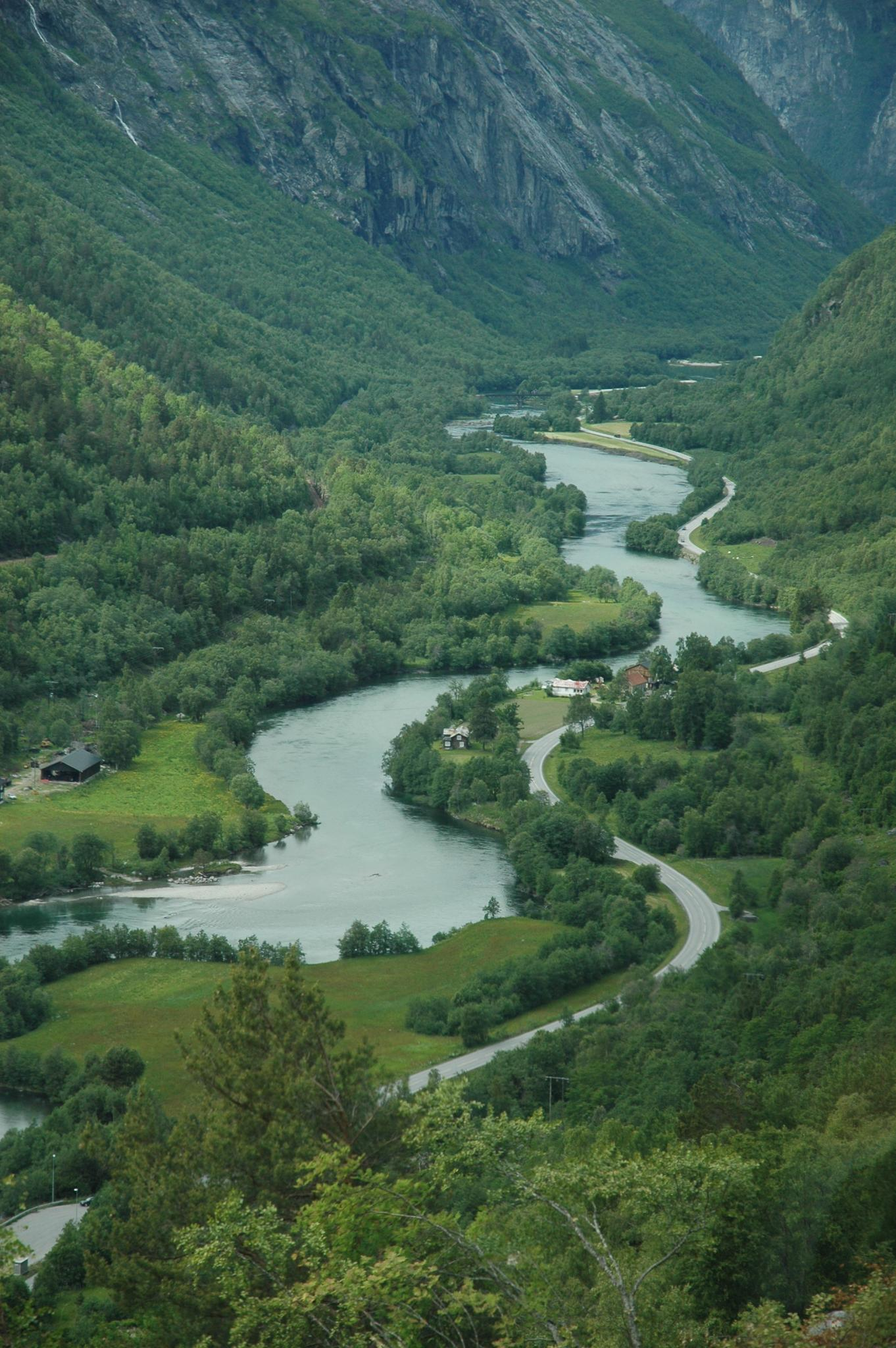
El riu al seu pas per Rauma
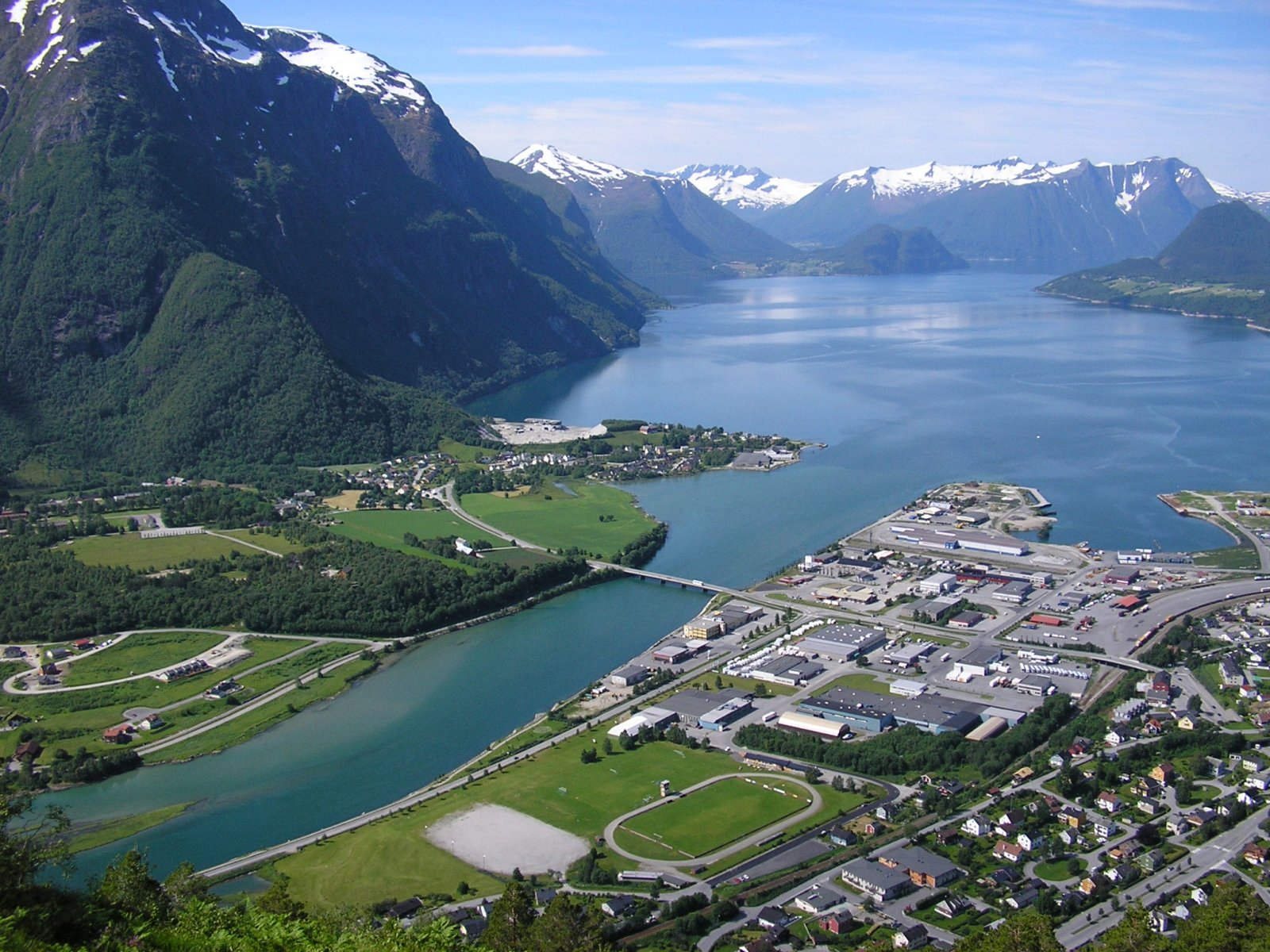
Desembocadura del riu a Åndalsnes
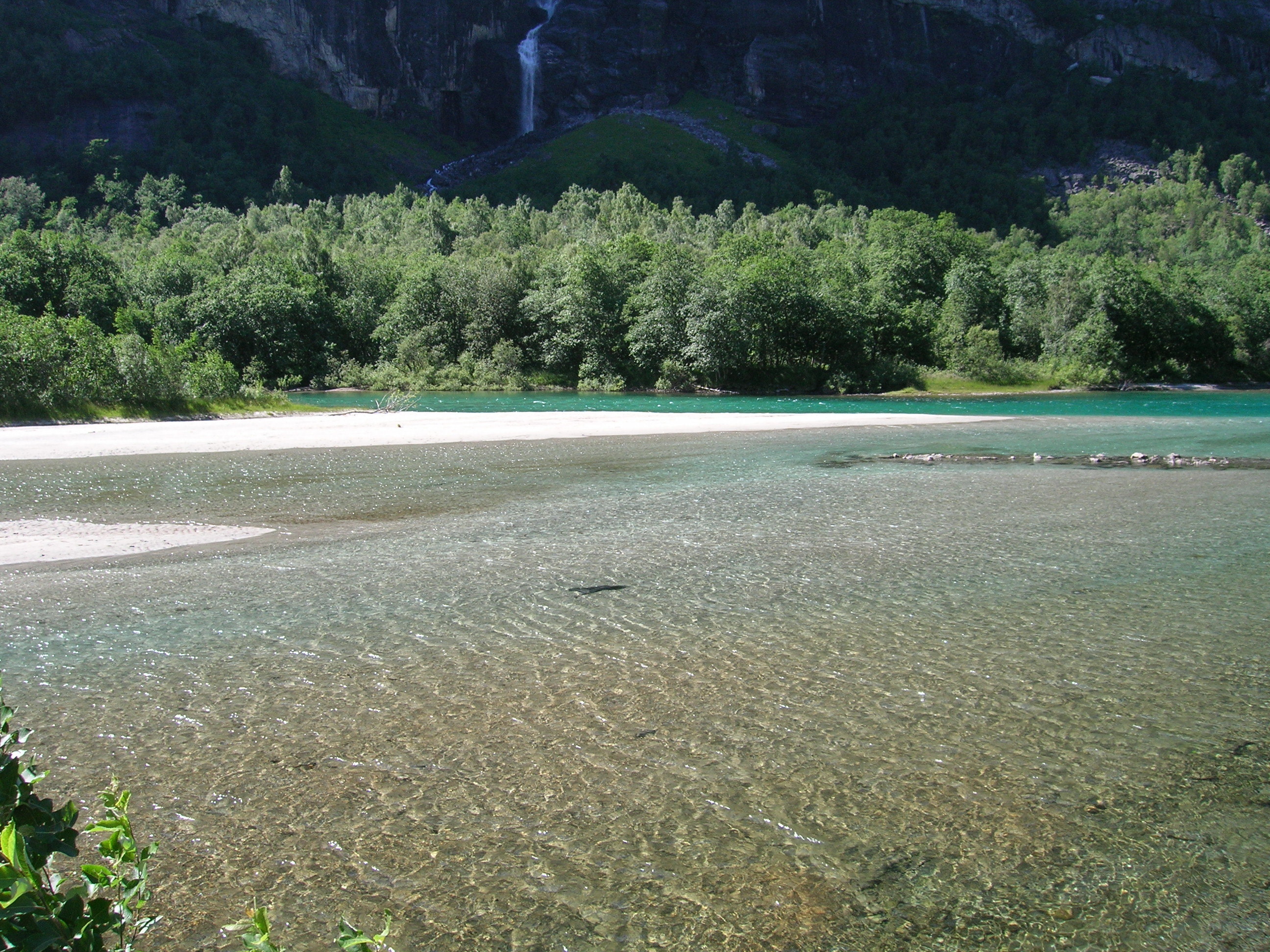
Imatge tancada del riu
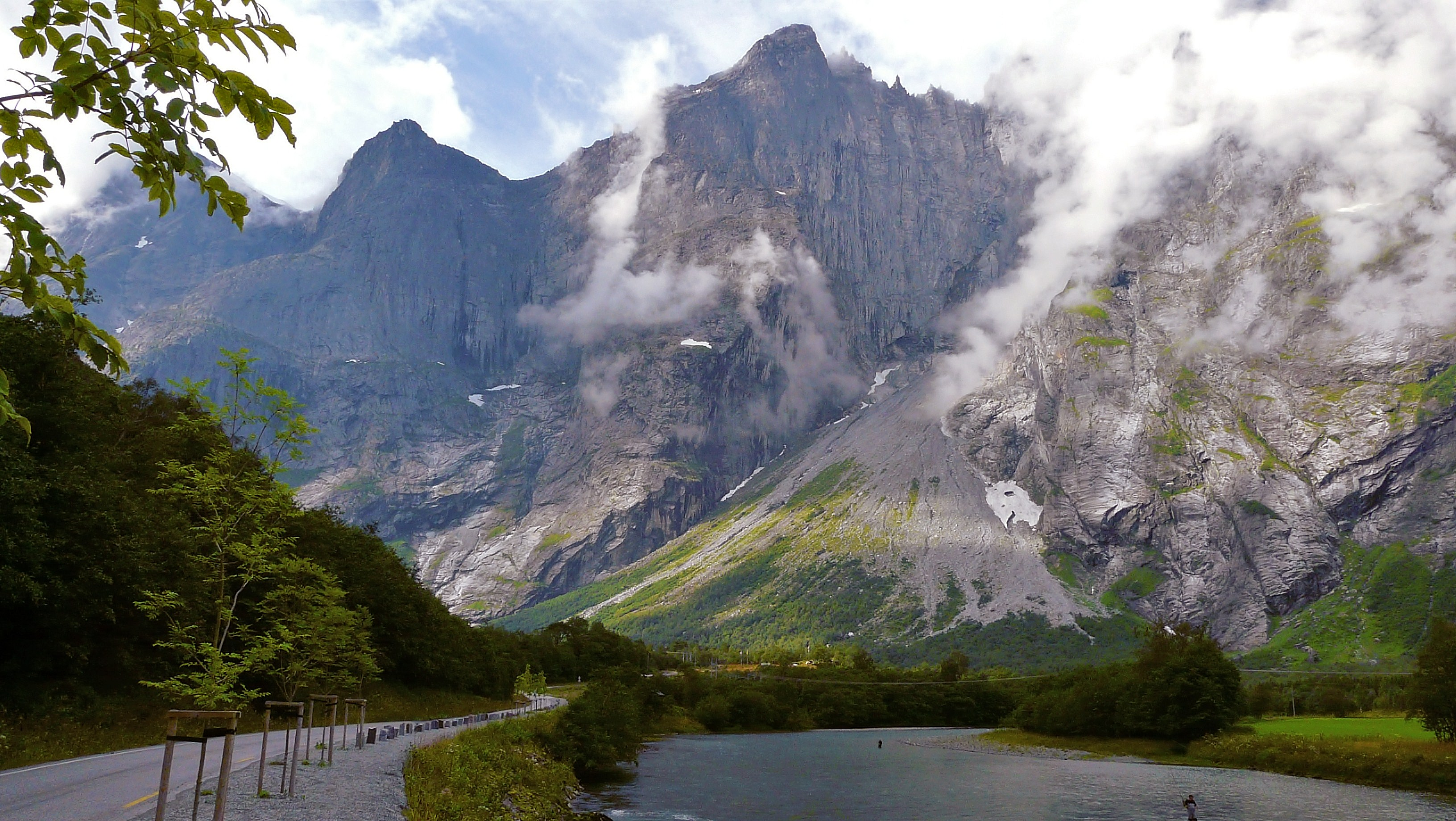
Muntanyes que envolten la vall del riu